# Juçara Marçal
Juçara Marçal Nunes (Duque de Caxias, 27 de janeiro de 1962) é uma cantora e professora brasileira, conhecida tanto pelo seu trabalho nos grupos Vésper Vocal, A Barca e Metá Metá, como pela carreira solo.

## Biografia
Nascida em 1962, Juçara Marçal começou sua carreira artística em 1990 com a Companhia Coral, que fundia música e teatro sob a regência do maestro Samuel Kerr.
Em 1991, ingressou no grupo vocal feminino Vésper, que lançou três discos: Flor D'Elis (1998), produzido por André Magalhães, 180 anos de samba cantando Adoniran e Noel (2002) e Ser tão paulista (2004), por Magro Waghabi.
Em 1998, participou como cantora na formação da banda A Barca, que lançou quatro discos: Turista aprendiz (2000), Baião de princesas (2002), Trilha, toada e trupe (2006) e Turista aprendiz (2010).
Formou-se em jornalismo e letras pela Universidade de São Paulo, onde defendeu em 2000 sua dissertação de mestrado sobre o escritor Pedro Nava.
Lecionou canto no curso superior de teatro da Universidade Anhembi Morumbi e realizou oficinas para grupos. Também é professora de língua portuguesa.
Em 2008, além dos discos gravados com bandas, Marçal também lançou em parceria com Kiko Dinucci o disco Padê. Em 2011, 2012 e 2016, lançou três álbuns com o trio Metá Metá (com Dinucci e Thiago França).
No começo de 2014, lançou seu primeiro álbum solo, Encarnado, que ganhou destaque na crítica especializada e o prêmio de Música Compartilhada, por júri especializado, no Prêmio Multishow, recebido por Criolo.
Em outubro, regravou duas músicas de Isaura Garcia para o especial Cantoras do Brasil, do Canal Brasil, da Rede Globo. Em novembro, foi lançada sua participação com Criolo na canção Fio de Prumo (Padê Onã), do álbum Convoque seu Buda.
Em 2021, Juçara lançou seu terceiro trabalho solo, o Delta Estácio Blues, e foi contemplada nas categorias melhor álbum e melhor canção do ano no Prêmio Multishow.

## Discografia
| Ano  | Detalhes do Álbum |
| ---- | --- |
| 2008 | Padê (em parceria com Kiko Dinucci) - Lançamento: fevereiro de 2008 - Gravadora(s): Independente - Formato(s): Download digital  |
| 2014 | Encarnado - Lançamento: fevereiro de 2014 - Gravadora(s): Independente - Formato(s): Download digital                            |
| 2015 | Anganga (em parceria com Cadu Tenório) - Lançamento: outubro de 2015 - Gravadora(s): Independente - Formato(s): Download digital |
| 2021 | Delta Estácio Blues - Lançamento: setembro de 2021 - Gravadora(s): Independente - Formato(s): Download digital                   |